# Chemin de Basso-Cambo
Le chemin de Basso-Cambo (en occitan : camin de Bassa Camba) est une voie de Toulouse, chef-lieu de la région Occitanie, dans le Midi de la France.

## Situation et accès

### Description
Le chemin de Basso-Cambo est une voie publique. Il se trouve au cœur du quartier de Saint-Simon. Il correspond à une partie de l'ancien chemin vicinal 66.
La chaussée compte une voie de circulation automobile dans chaque sens. Elle appartient à une zone 30 et la vitesse y est limitée à 30 km/h. Il n'existe pas d'aménagement cyclable.

### Voies rencontrées
Le chemin de Basso-Cambo rencontre les voies suivantes, dans l'ordre des numéros croissants (« g » indique que la rue se situe à gauche, « d » à droite) :
1. Chemin de Tucaut
2. Impasse Jean-Thuile (g)
3. Rue Françoise-Dolto (d)
4. Rue Robert-Folus (d)
5. Place de l'Église-Saint-Simon (d)
6. Rue Réguelongue (g)
7. Rue du Cimetière-Saint-Simon (d)
8. Rue Léon-Paul-Fiquet (d)
9. Impasse Basso-Cambo (g)
10. Impasse Trey-Dousteau (g)
11. Rue du Docteur-Adrien-Charpy (g)
12. Rue Robert-Maffre (d)
13. Avenue du Général-Eisenhower

### Transports
Le chemin de Basso-Cambo est parcouru et desservi sur toute sa longueur par la ligne de bus 87. À son origine, sur le chemin de Tucaut, se trouvent également les arrêts des lignes de bus 5358. Au nord, le long de l'avenue du Général-Eisenhower, se trouvent les arrêts des lignes de bus 25495053588587117.
Les stations de vélos en libre-service VélôToulouse les plus proches du chemin de Basso-Cambo sont les stations no 379 (face 123 chemin de Basso-Cambo) et no 381 (4 chemin de Liffard).

## Odonymie
L'origine du nom du chemin de Basso-Cambo n'est pas complètement éclaircie. Il apparaît, dans les mentions les plus anciennes en occitan sous la forme de baissa camba, c'est-à-dire « baisse jambe ». Pierre Salies relève par ailleurs aux siècles suivants des formes proches, mais différentes : Baissa ou Bayssa Cama en occitan, francisé en « Basse Cambe » ou « Bache Came ». Il propose d'y voir une déformation de baissa cauma – cauma (« plateau » en occitan). Basso Cambo serait donc le « bas plateau », ce qui s'expliquerait par le passage de la terrasse supérieure de la Garonne à la terrasse inférieure. Cette hypothèse est cependant fragile, à cause de l'interprétation suspecte des termes latins et occitans. Jean Coppolani a quant à lui proposé d'y voir la simple déformation de bassa camin, le « chemin bas ».
Le chemin de Basso-Cambo porte ce nom depuis le XVIe siècle – il s'appliquait alors également aux voies qui le prolongent au nord-est (actuelles rue Paulin-Talabot, rue et impasse Michel-Labrousse, rue Nicolas-Louis-Vauquelin, rue Henri-Desbals et rue des Arcs-Saint-Cyprien). Il était également désigné, au XVIIIe siècle, comme le chemin de la Petite-Ardenne : on appelait l'Ardenne (ardena en occitan), les terres couvertes de bois de la rive gauche de la Garonne : le nom s'en est conservé dans le nom du quartier de Lardenne. Enfin, en 1794, pendant la Révolution française, on lui attribua le nom de rue la Culture, qu'elle ne conserva cependant pas.

## Patrimoine et lieux d'intérêt

### Patrimoine rural
- no  5 : ferme (deuxième moitié du XIXe siècle)[6].
- no  16 : ferme (deuxième moitié du XIXe siècle).
- no  18 : ferme (deuxième moitié du XIXe siècle).
- no  20 : ferme (deuxième moitié du XVIIIe siècle)[7].
- no  24 : ferme (deuxième quart du XIXe siècle)[8].
- no  29 : ferme (deuxième moitié du XIXe siècle)[9].
- no  33 : ferme (deuxième moitié du XIXe siècle)[10].
- no  37 : ferme (deuxième moitié du XIXe siècle)[11].
- no  39 : ferme (deuxième moitié du XIXe siècle).
- no  40 : ferme (deuxième moitié du XIXe siècle).
- no  43 : ferme (deuxième moitié du XIXe siècle)[12].
- no  44 : ferme (deuxième moitié du XIXe siècle)[13].
- no  49 : ferme (deuxième moitié du XIXe siècle)[14].
- no  50 : ferme (deuxième moitié du XIXe siècle)[15].
- no  52 : ferme (deuxième moitié du XIXe siècle)[16].
- no  75 : ferme (deuxième moitié du XIXe siècle)[17].
- no  81 : ferme (deuxième moitié du XIXe siècle).
- no  85 : ferme (deuxième quart du XIXe siècle)[18].
- no  88 : ferme (deuxième quart du XIXe siècle)[19].
- no  96 : ferme (deuxième moitié du XVIIIe siècle)[20].
- no  116 : ferme (deuxième moitié du XIXe siècle)[21].
- no  120 : ferme (deuxième quart du XIXe siècle)[22].
- no  129 : ferme (premier quart du XIXe siècle)[23].
- no  130 : ferme (premier quart du XIXe siècle)[24].

### Immeubles et maisons
- no  10 : maison de plaisance (deuxième moitié du XIXe siècle)[25].
- no  23 : maison de plaisance (deuxième moitié du XIXe siècle)[26].
- no  25 : maison de plaisance (deuxième moitié du XIXe siècle)[27].
- no  26 : maison (deuxième moitié du XIXe siècle).
- no  27 : maison de plaisance (deuxième moitié du XIXe siècle)[28].
- no  58 : maison (deuxième moitié du XIXe siècle)[29].
- no  99 : maison de plaisance (deuxième moitié du XVIIIe siècle)[30].
- no  104 : maison de plaisance (deuxième moitié du XIXe siècle)[31].
- no  105 : maison (deuxième moitié du XIXe siècle).
- no  133 : maison de plaisance (premier quart du XIXe siècle).

### Œuvre publique
- croix de chemin.